# Sucre (Aragua)
Pour les articles homonymes, voir Sucre (homonymie).
Sucre est l'une des dix-huit municipalités de l'État d'Aragua au Venezuela. Son chef-lieu est Cagua. En 2011, la population s'élève à 114 509 habitants.

## Géographie

### Subdivisions
La municipalité est divisée en deux paroisses civiles avec, chacune à sa tête, une capitale (entre parenthèses) :
- Sucre (Cagua) ;
- Bella Vista (Bella Vista).